# Беглєцов Сергій Володимирович
Сергій Володимирович Беглєцов (нар. 19 квітня 1960, Сімферополь — 1989, Шепетівка) — радянський футболіст, який грав на позиції нападника. Найбільш відомий за виступами у складі сімферопольської «Таврії» у першій лізі, грав також у севастопольській «Атлантиці» в другій лізі.

## Клубна кар'єра
Сергій Беглєцов народився у Сімферополі, та розпочав займатися футболом у ДЮСШ сімферопольської «Таврії». До основного складу команди зарахований у 1977 році разом з іншими вихованцями кримського футболу Василем Мартиненком, Геннадієм Колосовим, Петром Карловим, а також вихованцем казахського футболу Віктором Катковим. Проте в основному складі не закріпився, і протягом двох років зіграв у основному складі команди в першій лізі лише 5 матчів. У 1979 році проходив військову службу у складі одеського СКА, проте на поле не виходив. Після повернення з військової служби грав за сімферопольський аматорський клуб «Метеор». У 1981 році перейшов до клубу другої ліги «Атлантика» з Севастополя, де за рік став одним із кращих бомбардирів клубу, відзначившись у двох сезонах поспіль 8 забитими м'ячами. У 1984 році повернувся до «Таврії», цього разу зіграв у її складі в першій лізі 32 матчі, проте команда цього року виступала невдало, та вибула до другої ліги. Наступного року Беглєцов повернувся до «Атлантики», проте грав уже не так вдало, і у кінці 1987 року завершив виступи в командах майстрів у складі чернігівської "Десни. Ранньому завершенню кар'єри Беглєцова посприяла його пристрасть до наркотиків. Помер Сергій Беглєцов у 1989 році.